# 藤丘ようこ
藤丘 ようこ（ふじおか ようこ、6月20日 - ）は、日本のイラストレーター、漫画家。長崎県出身。山陸洋子の名義で学習漫画を執筆。『白豚貴族ですが前世の記憶が生えたのでひよこな弟育てます』のコミカライズから、漫画での名義によこわけを使用している。

## 来歴
2004年、『スクープナンバー101』が第155回LMSベストルーキー賞を受賞し、『LaLa DX』（白泉社）2005年1月号に掲載。同年、『夢☆来来』が第39回LMGフレッシュデビュー賞を受賞し、同誌11月号に掲載。
2014年11月、『まんがライフ』（竹書房）にて2015年1月号より、男子高校生と家事をしない家政婦を題材とするコメディ『ミケさんは役に立たない!?』の連載を開始。
2020年8月31日、『comicコロナ』（TOブックス）にて、よこわけ名義でやしろによるファンタジー小説『白豚貴族ですが前世の記憶が生えたのでひよこな弟育てます』のコミカライズの連載を開始。

## 作品リスト

### 漫画

#### 連載作品
- 神曲奏界ポリフォニカ〜エターナル・ホワイト（原作：高殿円、『月刊プリンセス』2009年4月号 - 2011年9月号、全5巻） - コミカライズ[6]
- 腐女子さんがみてる！（『モバMAN』2012年2月21日 - 2015年6月5日、全3巻（第3巻は電子のみ））
- ミケさんは役に立たない!?（『まんがライフ』2015年1月号[3] - 2016年4月号、全1巻[7]）
- 白豚貴族ですが前世の記憶が生えたのでひよこな弟育てます@COMIC（原作：やしろ、キャラクター原案：keepout、『comicコロナ』2020年8月31日[4] - 2022年3月21日→『コロナEX』2022年4月11日 - 連載中（移籍後もcomicコロナでは遅れ配信有り）、既刊5巻）※よこわけ名義 - コミカライズ[5]
- 魔物をペット化する能力が目覚めました うちの子、可愛いけれど最強です!?（原作：しっぽタヌキ、キャラクター原案：まろ、『B's-LOG COMIC』Vol.123[8] - 連載中）※よこわけ名義 - コミカライズ[8]

#### 読切作品
- スクープナンバー101（『LaLa DX』2005年1月号）
- 夢★来来（『LaLa DX』2005年11月号）
- 男魂 -メンズ・ソウル-（『月刊Asuka』2008年7月号・2009年1月号）
- かぞくわり（『月刊Asuka』2008年10月号）
- 犬神サマの云うとおり（『月刊プリンセス』2009年1月号）
- シャーリー・ホームズという女探偵は（『ミステリマガジン』2013年4月号）
- 一生忘れられない恋（『恋愛チェリーピンク』2014年3月号）

#### アンソロジー収録作品
- コードギアス公式コミックアンソロジー Knight 5（角川グループパブリッシング、2008年） - 「デ・ジャ・ヴ☆」
- 涼宮ハルヒの憂鬱 コミックアンソロジー キョン&古泉の災難（角川グループパブリッシング、2009年[9]） - 「○○の錯乱」
- TIGER & BUNNY 公式コミックアンソロジー #01（角川書店、2011年[10]） - 「MOYA2－DAY」
- 文豪とアルケミスト コミックアンソロジー（一迅社、2017年） - 「石川くんは困り者」
- ひとりじめマイヒーロー コミックアンソロジー（一迅社、2017年） - 「康介さんの○○タイム」
- ひとりじめマイヒーロー コミックアンソロジー VOL.2（一迅社、2017年） - 「鬼の休日」
- 文豪とアルケミスト コミックアンソロジー VOL.2（一迅社、2017年） - 「とある図書館の危機」
- 文豪とアルケミスト コミックアンソロジー VOL.3（一迅社、2018年） - 「みんなで山登り」
- 文豪とアルケミスト コミックアンソロジー VOL.4（一迅社、2018年） - 「持つべきものは」

#### その他
- 学研まんがNEW日本の歴史 昭和時代後期・平成時代 12 新しい日本と国際化する社会（学研プラス、2012年）※山陸洋子名義
  - DVD付 学研まんがNEW日本の歴史 新しい日本と国際化する社会〜昭和時代後期・平成時代〜（学研プラス、2021年） - DVDを付属させた新装版
- コミック版 世界の伝記 46 人見絹江（ポプラ社 2020年）

### イラスト

#### 挿絵
- ファンタスティックフォーチュン2（くげよしゆき、ファミ通文庫）※本文挿絵
- 究極超獣バムスター外伝（吉村夜、月刊ドラゴンマガジン 2004年12月号）
- 戒書封殺記（十月ユウ、富士見ファンタジア文庫、全4巻）
- シャーロットはガラスの靴の夢を見るか（都築由浩、GA文庫）
- 紫の末裔（藤咲あゆな、B's-LOG文庫、全2巻）
- トラブる×トラベる 国境の果て 空の下（神無月ふみ、ZIGZAG NOVELS）
- 下町不思議物語（香月日輪、YA!フロンティア）
- 魔天使マテリアル（藤咲あゆな、カラフル文庫、全30巻）
- カプリの恋占い（後藤みわこ、フォア文庫、全5巻）
- ミラクル☆キッチン（工藤純子、そうえん社ホップステップキッズ!、全4巻）
- 三日月小学校理科部物語（川端裕人、角川つばさ文庫、全2巻）
- モナコの謎カレ（令丈ヒロ子、フォア文庫）
- マック動物病院ボランティア日誌（ローリー・ハルツ アンダーソン、金の星社、全4巻）※本文挿絵
- おもしろい話が読みたい!（マジカル編）（共作、講談社青い鳥文庫）
- 魔女の診療所（倉橋燿子、講談社青い鳥文庫、全8巻）
- Sのための覚え書き かごめ荘連続殺人事件（矢樹純）（宝島社）
- キケン･アンシン･セーカクカメラ（小路幸也、NHKネットコミュニケーション小説[11]）
- ドジ魔女ヒアリ（倉橋燿子、講談社青い鳥文庫、全3巻）

#### その他
- トッカン（『ミステリマガジン』2012年9月号）
- 剣が君 コミックアンソロジー（一迅社、2017年）